# Joseph-Adrien Lelarge de Lignac
Joseph-Adrien Lelarge de Lignac est un philosophe français né à Poitiers en 1697 et mort à Paris en 1762.
Il est le fils d'Honoré Pierre Lelarge, écuyer sieur de la Drajonnière et de Charlotte d'Herbouville. Il vient à Paris faire ses études chez les jésuites, qu’il quitte au bout de quelques années pour entrer dans la congrégation de l’Oratoire, où il étudie les principes de Descartes et de Malebranche. Il est appelé l'abbé de Lignac. 
Sa réputation de savoir ne tarde pas à lui acquérir une certaine renommée, et lors du voyage qu’il entreprend à Rome, il reçoit du pape Benoît XIV et de son ministre, le cardinal Passionei, un accueil distingué.

## Œuvres
On a de lui : 
- Mémoire pour servir à commencer l’histoire des araignées aquatiques (1748, 1 vol. in-8°) ;
- Lettres d'un Américain sur l’Histoire naturelle de M. de Buffon (Hambourg, 1751-1756, 9 vol. in-12) ;
- Examen sérieux et comique du Livre de l’esprit (1759, 2 vol. in-12) ;
- le Témoignage du sens intime et de l’expérience opposé à la foi profane et ridicule des fatalistes modernes (1760, 3 vol. in-12) ;
- Avis paternels d’un militaire à son fils jésuite (1760, in-12) ;
- Possibilité de la présence corporelle de l’homme en plusieurs lieux (1754, in-12).

On lui doit, en outre, un ouvrage important, intitulé Éléments de métaphysique tirés de l’expérience ou Lettres à un matérialiste sur la nature de l’âme (Paris, 1753, 1 vol. in-12), contenant à peu près toute sa philosophie, qui pourrait être placée, sans trop de désavantage, à côté des livres de Thomas Reid, Dugald-Stewart, ou même de Jouffroy. Ce traité est dirigé contre la doctrine de Locke ; enfin, Témoignage du sens intime et de l’expérience (1760).